# ابوعبدالله شیعی
حسین بن احمد بن محمد بن زکریا معروف به ابوعبدالله شیعی(؟ – ۹۱۱م/ ۲۹۸ق) داعی اسماعیلی بود. وی در تأسیس خلافت فاطمیان نقشی مشابه ابومسلم خراسانی برای عباسیان را ایفا کرد. توانست قبایل کتامه در مغرب عربی را به مذهب اسماعیلی جلب کند و سپاهی تشکیل دهد و دولت اغلبیان را براندازد و دولت فاطمیان را تأسیس کند. سپس، وی کرسی خلافت را به عبیدالله مهدی، امام اسماعیلی، سپرد. اما به دلیل توطئه علیه او، ابو عبدالله شیعی و برادرش ابوالعباس محمد دستگیر شده و به فرمان خلیفهٔ فاطمی اول، اعدام شدند.

## زندگی
ابوعبدالله شیعی، داعی اسماعیلی بود که زمینه‌ساز برپایی حکومت فاطمی در شمال آفریقا شد. او اصلاً شیعهٔ امامی و اهل کوفه بود. حدود سال ۲۸۷ق/۸۹۱م، همراه با برادر بزرگ‌ترش، ابوالعباس محمد، به دعوت اسماعیلی و به دست داعی حمدان قرمط (که منابع فاطمی او را ابوعلی می‌نامند) گرایش یافت. سپس در سال ۲۷۹ق/۸۹۳م به دعوت محلی ابن حوشب در یمن پیوست. مدتی بعد، در جریان حج در مکه، اعتماد گروهی از بربرهای کُتامه را جلب کرد و همراه آنان در سال ۲۸۰ق/۸۹۳م به مغرب رفت. او در منطقه‌ای به نام ایکجان در کوه‌های قبائل صغری پایگاه تبلیغی خود را برپا کرد و به سرعت موفق شد آیین اسماعیلی را میان بربرهای محلی گسترش دهد. سرانجام، با کمک ارتشی از پیروان کتامه‌ای‌اش، در سال ۲۹۷ق/۹۰۹م حکومت اغالبه در آفریقا را سرنگون کرد. ابوعبدالله جعفر ابن الهیثم آشنایی نزدیکی با ابوعبدالله شیعی و برادرش ابوالعباس محمد داشت و گفت‌وگوها و مباحثات فراوانی با آن‌ها انجام داد. 
در همین حین، امام اسماعیلی آن دوره، عبدالله، مقر رهبری خود را در سلمیه (سوریه) ترک کرده و در سجلماسه، پایتخت خاندان مداری در جنوب شرقی مغرب اقامت گزید. ابو عبدالله از طریق چندین عملیات نظامی موفق شد امام را، که در سجلماسه در حصر خانگی بود، به رقاده منتقل کند. در آنجا، عبدالله به عنوان خلیفه و با لقب «المهدی بالله» اعلام خلافت کرد. پس از آن، به دلیل توطئه علیه عبدالله المهدی، ابو عبدالله شیعی و برادرش ابوالعباس دستگیر شده و به فرمان خلیفه فاطمی اول، اعدام شدند.